# Campionati europei di duathlon long distance del 2014
I Campionati europei di duathlon long distance del 2014 (III edizione) si sono tenuti a Horst aan de Maas in Paesi Bassi, in data 13 aprile 2014.
Tra gli uomini ha vinto il belga Rob Woestenborghs, mentre la gara femminile è andata alla tedesca Jenny Schulz.

## Risultati

### Élite uomini
| Pos. | Atleta                  | Paese       | Corsa    | Bici     | Corsa    | Totale   |
| ---- | ----------------------- | ----------- | -------- | -------- | -------- | -------- |
|      | Rob Woestenborghs       | Belgio      | 00:47:10 | 01:27:58 | 00:26:30 | 02:43:34 |
|      | Kenneth Vandendriessche | Belgio      | 00:47:11 | 01:29:25 | 00:26:23 | 02:44:54 |
|      | Yannick Cadalen         | Francia     | 00:47:11 | 01:30:52 | 00:25:21 | 02:45:19 |
| 4    | Benjamin Choquert       | Francia     | 00:45:34 | 01:34:51 | 00:23:30 | 02:46:04 |
| 5    | Søren Bystrup           | Danimarca   | 00:48:29 | 01:31:14 | 00:25:46 | 02:47:43 |
| 6    | Glen Laurens            | Belgio      | 00:47:33 | 01:32:48 | 00:26:12 | 02:48:40 |
| 7    | Yohan Le Berre          | Francia     | 00:48:29 | 01:31:21 | 00:27:29 | 02:49:25 |
| 8    | Evert Scheltinga        | Paesi Bassi | 00:48:56 | 01:30:44 | 00:27:53 | 02:49:37 |
| 9    | Matt Moorhouse          | Regno Unito | 00:50:05 | 01:30:25 | 00:27:19 | 02:50:18 |
| 10   | Esben Kaczmarek         | Danimarca   | 00:50:02 | 01:31:22 | 00:26:40 | 02:50:31 |
| 11   | Daniel Formela          | Polonia     | 00:51:04 | 01:30:07 | 00:26:38 | 02:51:52 |
| 12   | Mark Oude Bennink       | Paesi Bassi | 00:49:13 | 01:31:39 | 00:28:38 | 02:51:55 |
| 13   | Fabian Zehnder          | Svizzera    | 00:48:40 | 01:34:45 | 00:26:39 | 02:52:23 |
| 14   | Joe Skipper             | Regno Unito | 00:50:04 | 01:33:15 | 00:27:17 | 02:53:04 |
| 15   | David Duquesnoy         | Francia     | 00:48:11 | 01:35:09 | 00:27:25 | 02:53:29 |
| 16   | Peter Res               | Paesi Bassi | 00:50:46 | 01:34:15 | 00:27:29 | 02:54:53 |
| 17   | Andre Moser             | Svizzera    | 00:49:31 | 01:32:52 | 00:30:09 | 02:55:32 |
| 18   | Raimond Van Der Boom    | Paesi Bassi | 00:50:04 | 01:35:44 | 00:27:16 | 02:55:51 |
| 19   | Alexander Picard        | Paesi Bassi | 00:50:03 | 01:33:24 | 00:30:58 | 02:57:29 |
| 20   | Grigoris Skoularikis    | Grecia      | 00:50:07 | 01:35:50 | 00:29:00 | 02:57:37 |
| 21   | Petr Minarik            | Rep. Ceca   | 00:50:25 | 01:38:21 | 00:26:41 | 02:57:59 |
| 22   | Daniel Rockoff          | Germania    | 00:50:28 | 01:38:27 | 00:28:02 | 02:59:20 |
| 23   | Niels Esmeijer          | Paesi Bassi | 00:52:03 | 01:36:44 | 00:28:20 | 02:59:30 |
| 24   | Nico Klasen             | Lussemburgo | 00:50:40 | 01:38:41 | 00:28:10 | 02:59:56 |
| 25   | Gerben Schreurs         | Paesi Bassi | 00:50:05 | 01:33:44 | 00:34:57 | 03:01:02 |
| 26   | Jeroen Veldhuis         | Paesi Bassi | 00:50:03 | 01:43:12 | 00:26:37 | 03:02:45 |
| 27   | Waldo Van Hemert        | Paesi Bassi | 00:54:01 | 01:39:22 | 00:31:02 | 03:06:56 |

### Élite donne
| Pos. | Atleta              | Paese       | Corsa    | Bici     | Corsa    | Totale   |
| ---- | ------------------- | ----------- | -------- | -------- | -------- | -------- |
|      | Jenny Schulz        | Germania    | 00:54:48 | 01:37:37 | 00:29:14 | 03:03:54 |
|      | Sabrina Monmarteau  | Francia     | 00:54:07 | 01:42:42 | 00:29:14 | 03:08:23 |
|      | Susanne Svendsen    | Danimarca   | 00:54:47 | 01:42:28 | 00:29:21 | 03:08:50 |
| 4    | Isabelle Ferrer     | Francia     | 00:54:47 | 01:42:32 | 00:29:20 | 03:08:50 |
| 5    | Katrin Esefeld      | Germania    | 00:56:44 | 01:40:37 | 00:31:33 | 03:11:35 |
| 6    | Heleen Bij De Vaate | Paesi Bassi | 00:58:23 | 01:39:40 | 00:30:59 | 03:11:38 |
| 7    | Lucie Van Genugten  | Paesi Bassi | 00:59:22 | 01:39:30 | 00:31:02 | 03:12:31 |
| 8    | Lina-Kristin Schink | Germania    | 00:58:24 | 01:40:45 | 00:31:33 | 03:13:05 |
| 9    | Caroline Dubois     | Francia     | 00:55:36 | 01:46:11 | 00:29:47 | 03:14:21 |
| 10   | Carla Van Rooijen   | Paesi Bassi | 01:00:01 | 01:42:25 | 00:31:46 | 03:16:57 |
| 11   | Cynthia Suard       | Francia     | 01:01:33 | 02:00:08 | 00:35:21 | 03:40:00 |